# Cignus
Ne doit pas être confondu avec Cygnus.

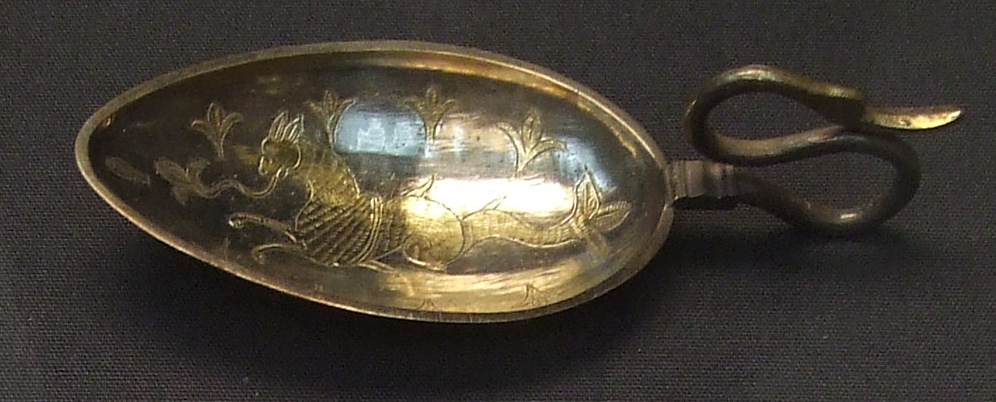
Un cignus.

Cignus (pluriel : cigni) est le nom donné par les archéologues à un type de cuillère romaine large, avec une manche court, incurvé en forme de cou de cygne.
Des cigni ont été découverts dans un certain nombre de sites romains du IVe ou Ve siècle apr. J.-C., dont le trésor de Hoxne. Le nom que leur donnaient les Romains n'est pas connu avec certitude, mais il existe des références à des cigni dans les sources, qui peuvent correspondre à ces objets.